# 千葉県道251号千倉港線
千葉県道251号千倉港線（ちばけんどう251ごう ちくらこうせん）は、千葉県南房総市を起点・終点とする一般県道。
市街地を通る国道と並行するが、より海側を走る。経路としては北朝夷交差点より海岸に沿って南下する。千倉漁港より南は市道となり白浜地区までつながる。観光シーズンは道の駅ちくら・潮風王国や白間津花畑からの延長で当道路まで渋滞が発生することが多い。

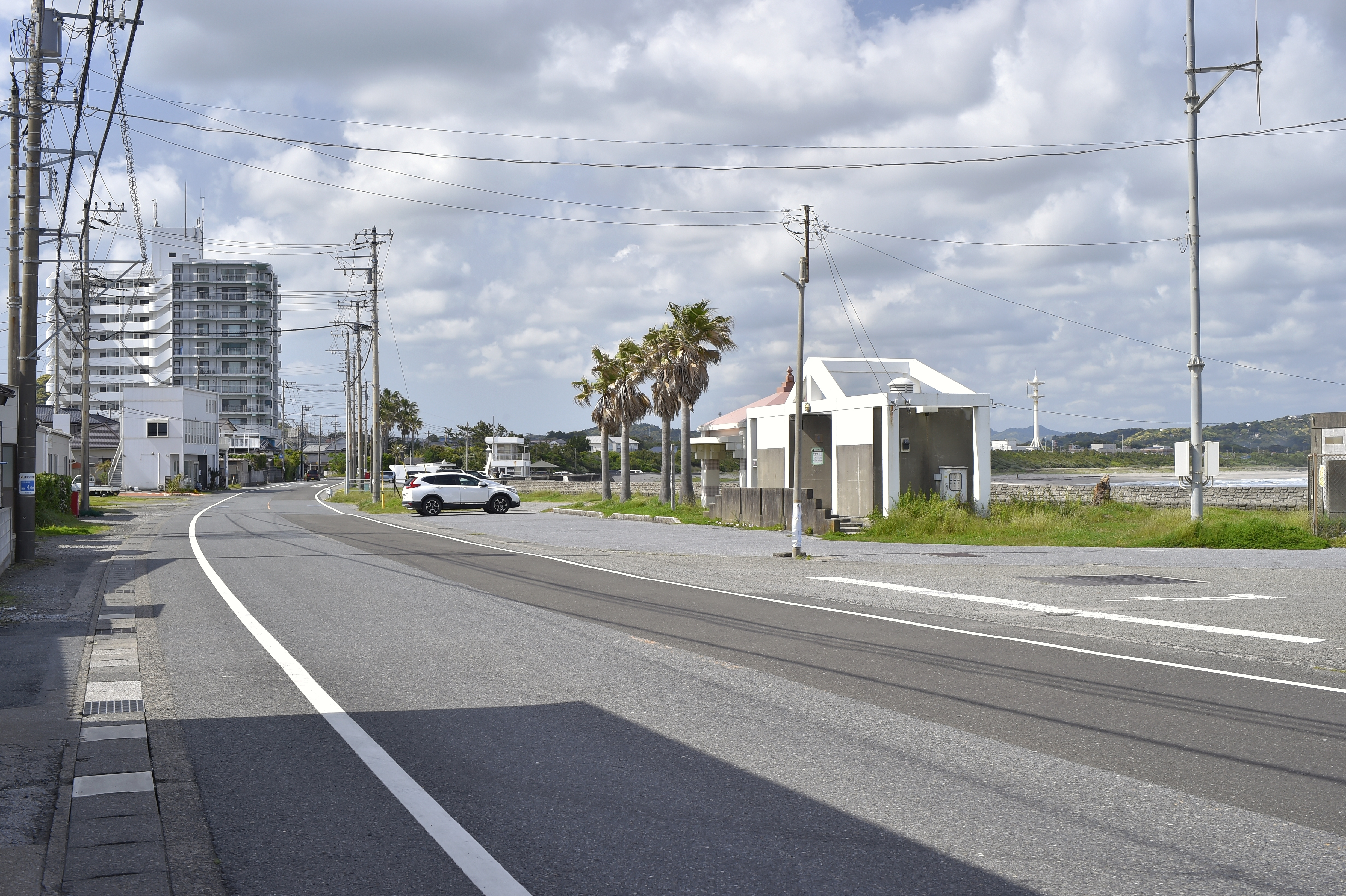
千葉県道251号千倉港線
南房総市千倉町南朝夷（2023年4月）

## 概要
- 起点：南房総市千倉町平舘（千倉漁港）
- 終点：南房総市千倉町北朝夷（北朝夷交差点、国道410号交点）
- 総延長：1.060 km（安房土木事務所管内：1.060 km[1]）
- 重用延長：なし（安房土木事務所管内：0.0 km[1]）
- 実延長：1.060 km（安房土木事務所管内：1.060 km[1]）

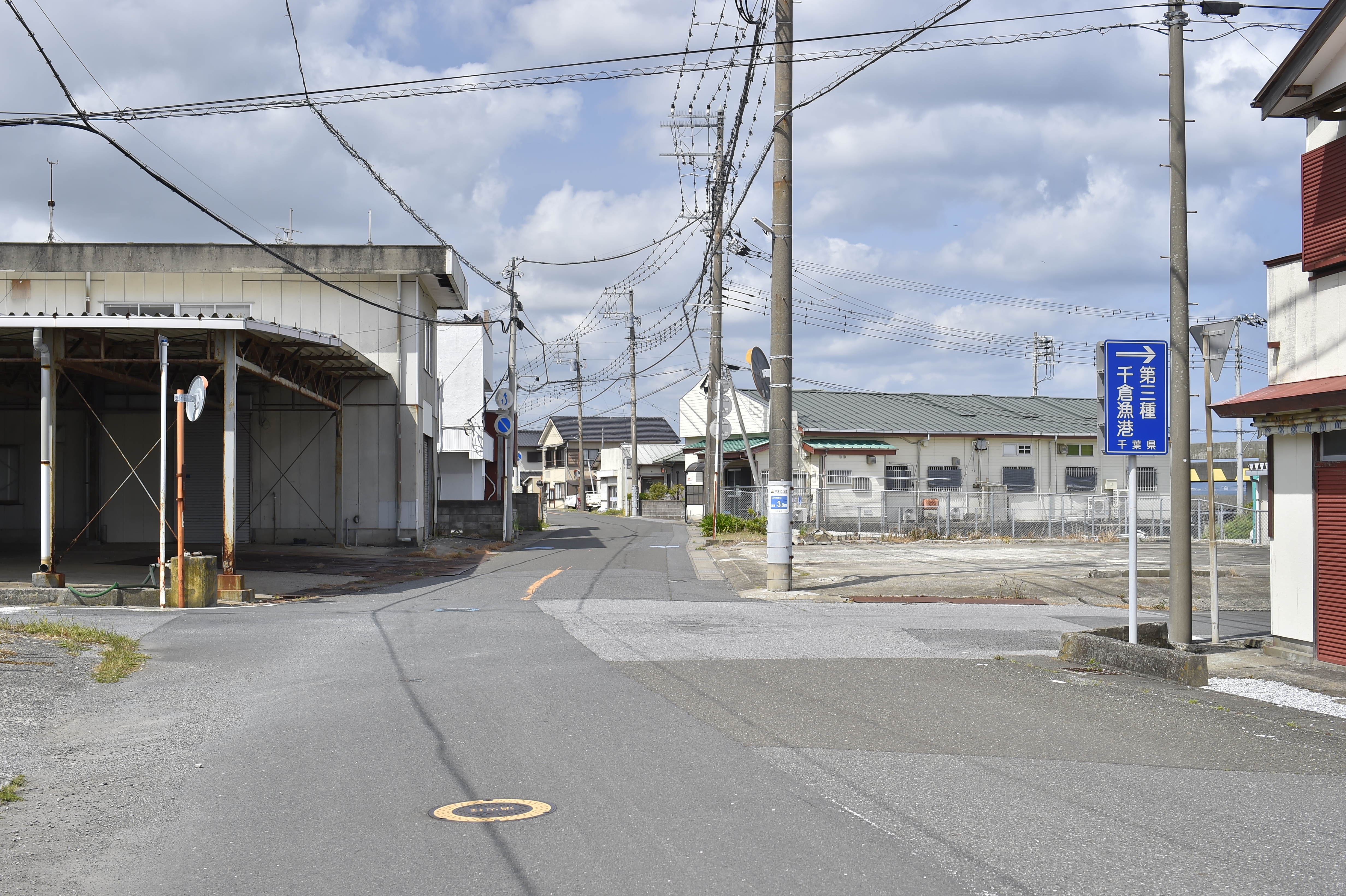
起点の千倉漁港入口の交差点（南房総市千倉町平舘）

## 通過する自治体
- 千葉県南房総市

## 交差・接続する道路
- 国道410号 - 南房総市千倉町北朝夷（北朝夷交差点、終点）